# Atletica leggera alla XXX Universiade - 5000 metri piani maschili
La specialità dei 5000 metri piani maschili alla Universiade di Napoli 2019 si è svolta tra l'11 ed il 13 luglio 2019.

## Podio
| Oro     | Jonas Raess Svizzera |
| Argento | Yann Schrub Francia  |
| Bronzo  | Robin Hendrix Belgio |

## Risultati

### Batterie
Passano alla finale i primi cinque atleti di ogni batteria (Q) e i cinque atleti con i migliori tempi tra gli esclusi (q).
| Posizione | Batteria | Nome               | Nazione       | Tempo    | Note                          |
| --------- | -------- | ------------------ | ------------- | -------- | ----------------------------- |
| 1         | 2        | Robin Hendrix      | Belgio        | 14:08.98 | Q                             |
| 2         | 2        | Kisan Narshi Tadvi | India         | 14:11.72 | Q,                            |
| 3         | 2        | Daniel Canala      | Australia     | 14:11.99 | Q                             |
| 4         | 2        | Luca Noti          | Svizzera      | 14:12.13 | Q                             |
| 5         | 2        | Mike Tate          | Canada        | 14:12.20 | Q                             |
| 6         | 2        | Jakub Zemaník      | Rep. Ceca     | 14:12.40 | q                             |
| 7         | 2        | Jakob Abrahamsen   | Danimarca     | 14:13.98 | q                             |
| 8         | 1        | Ryoji Tatezawa     | Giappone      | 14:19.84 | Q                             |
| 9         | 1        | Yann Schrub        | Francia       | 14:20.42 | Q                             |
| 10        | 1        | Kieran Lumb        | Canada        | 14:21.25 | Q                             |
| 11        | 2        | Ahmed Muhumed      | Somalia       | 14:21.56 | q                             |
| 12        | 1        | El Hocine Zourkane | Algeria       | 14:21.67 | Q                             |
| 13        | 1        | Jonas Raess        | Svizzera      | 14:22.13 | Q                             |
| 14        | 1        | Michael Somers     | Belgio        | 14:23.03 | q                             |
| 15        | 1        | Adne Andersen      | Norvegia      | 14:30.20 | q                             |
| 16        | 2        | Bruce-Lynn Damons  | Sudafrica     | 14:31.31 |                               |
| 17        | 1        | Colin De Young     | Stati Uniti   | 14:37.45 |                               |
| 18        | 1        | Lee Jung-kook      | Corea del Sud | 14:38.36 |                               |
| 19        | 1        | Ajay Kumar Bind    | India         | 14:41.36 | Miglior prestazione personale |
| 20        | 2        | Fabian Manrique    | Argentina     | 14:42.98 |                               |
| 21        | 1        | Magnus Dewett      | Danimarca     | 14:46.46 |                               |
| 22        | 1        | Leonid Latsepov    | Estonia       | 14:50.02 |                               |
| 23        | 1        | Rowhaldo Ratz      | Sudafrica     | 14:52.46 |                               |
| 24        | 2        | Timothy Ongom      | Uganda        | 14:58.68 |                               |
| 25        | 1        | Bernardo Maldonado | Argentina     | 15:10.54 |                               |
| 26        | 1        | Ayanda Kunene      | eSwatini      | 15:30.02 | Miglior prestazione personale |
| 27        | 2        | Simon Navodnik     | Slovenia      | 16:35.62 |                               |
|           | 2        | Abderezak Khelili  | Algeria       | DNF      |                               |
|           | 2        | Ashenafi Tadesse   | Etiopia       | DNF      |                               |
|           | 1        | Brian Wangwe       | Uganda        | DQ       | 163.3b                        |
|           | 2        | Maxim Raileanu     | Moldavia      | DNS      |                               |
|           | 2        | Even Brøndbo Dahl  | Norvegia      | DNS      |                               |

### Finale
| Pos. | Nome               | Nazione   | Tempo    | Note                          |
| ---- | ------------------ | --------- | -------- | ----------------------------- |
|      | Jonas Raess        | Svizzera  | 14'03"10 |                               |
|      | Yann Schrub        | Francia   | 14'03"24 |                               |
|      | Robin Hendrix      | Belgio    | 14'04"06 |                               |
| 4    | Kieran Lumb        | Canada    | 14'06"08 |                               |
| 5    | Ryoji Tatezawa     | Giappone  | 14'16"63 |                               |
| 6    | Mike Tate          | Canada    | 14'19"65 |                               |
| 7    | Jakub Zemaník      | Rep. Ceca | 14'20"41 |                               |
| 8    | Adne Andersen      | Norvegia  | 14'21"35 | Miglior prestazione personale |
| 9    | Michael Somers     | Belgio    | 14'22"78 |                               |
| 10   | Luca Noti          | Svizzera  | 14'31"39 |                               |
| 11   | Kisan Narshi Tadvi | India     | 14'36"36 |                               |
| 12   | Ahmed Muhumed      | Somalia   | 14'41"09 |                               |
| 13   | Daniel Canala      | Australia | 14'41"44 |                               |
| 14   | Jakob Abrahamsen   | Danimarca | 14'41"51 |                               |
|      | El Hocine Zourkane | Algeria   | DQ       | R163.3b                       |